# L'Isle (Vienne)
Pour les articles homonymes, voir L'Isle.
L'Isle est un quartier de Vienne situé au sud du Centre-ville de Vienne. Il est divisé en trois quartiers : Notre-Dame de l'Isle, Saint-Germain et Saint-Alban-les-Vignes.

## Géographie
Le quartier de L'Isle forme une plaine au bord du Rhône.

## L'Isle, trois quartiers

### Quartiers et communes limitrophes
L'Isle est entouré des quartiers Les Charmilles et Coupe-Jarret  à l'est et du Centre-ville de Vienne au nord. Et des communes limitrophes d'Ampuis et de Saint-Cyr-sur-le-Rhône à l'Ouest et de Reventin-Vaugris au sud.

## Transports
Le quartier est desservi par la ligne 2 du réseau de bus L'va.

## Édifices publics
- Centre de tri postal de Vienne
- Maison de quartier de l'Isle
- Centre social de l'Isle

## Complexes sportifs
- Stade Jean-Etcheberry
- Gymnase Jean-Moulin
- Gymnase de l'Isle
- Gymnase Galillée

## Enseignement

### Enseignement maternel et primaire

#### École maternelle
- École de l'Isle

#### École primaire
- École Jean-Moulin

### Enseignement supérieur

#### Collège
- Collège de l'Isle

#### Lycées
- Lycée technique Galilée
- I.U.T. 2 - GEA
- Lycée hôtelier Château de Bellerive
- Lycée Galilée

### Monuments et lieux touristiques
- La Pyramide (obélisque monumental du cirque romain)
- Église Notre-Dame-de-l'Isle[1].